# Байкалов, Иван Леонтьевич
Иван Леонтьевич Байкалов (28 июля 1932 года, село Большой Монок, Хакасия — 5 февраля 2014 года, Абакан) — советский и российский учёный-селекционер, Заслуженный агроном России, занесён в Книгу рекордов России за создание первых сибирских абрикосов. Сорта абрикосов: «Восточно-Сибирский, Горный Абакан, Сибиряк Байкалова и Саянский» прошли Госиспытания, внесены в Госреестр и рекомендованы по 11-му Восточно-Сибирскому региону.

## Биография
Из семьи казаков. Родился в Большом Моноке Аскизского р-на ХАО, в семье Леонтия Ивановича и Марии  Парамоновны Байкаловых. В годы Великой Отечественной войны 1941—1945 г.г. в малолетнем возрасте стал работать в колхозе "Горный Абакан" расположенном в с. Большой Монок Аскизского (ныне- Бейского) района ХАО. В 1947 году награжден медалью «За доблестный труд в Великой Отечественной войне 1941—1945 гг.». "Заслуженный агроном РФ". награжден орденом Почета РФ,орденом За заслуги перед РХ, юбилейными медалями. Член Совета Старейшин Саянского казачьего округа.
Окончил Мичуринский плодоовощной институт.
Директор Минусинской опытной станции.
Более полувека он занимался селекцией плодовых деревьев для условий Сибири, создал несколько новых сортов. Он автор популярной книги «Садоводам Сибири». Учёный селекционер всю свою селекционную работу проводил без оплаты, на добровольных началах. Вот что писал ему директор ВНИИРа г. Санкт-Петербурга В. А. Дроговцев: «Вы сделали революцию в селекции абрикоса! Ваши результаты уникальны и вызывают удивление даже у зарубежных специалистов»!
За 45 лет селекционной работы с абрикосом вывел сорта, устойчивые к зимним оттепелям, — это: " Восточно-Сибирский", "Сибиряк Байкалова", "Горный Абакан", "Саянский", "Подарок Природы", "Гордость Хакасии" и др. Первые четыре сорта прошли госиспытания и включены в Госреестр РФ.
Достижения И. Л. Байкалова по селекции абрикоса в Сибири занесены в «Книгу рекордов России». Из решения редколлегии «Книги рекордов России» (в сокращении):
«Уважаемый Иван Леонтьевич!
Мы рады сообщить, что после изучения всех доказательств 10 марта 2010 года редколлегией „Книги рекордов России“ принято решение о признании вашей заявки „Первые селекционные сорта сибирских абрикосов“ официальным рекордом России. Поздравляем Вас! Эти замечательные достижения, способствующие укреплению имиджа России, будут включены в ближайшее издание „Книги рекордов России“.
Алексей Свистунов, президент „Агентства ПАРИ“, главный редактор „Книги рекордов России“; Игорь Химцов, начальник отдела экспертиз».
Умер 5 февраля 2014 года в результате тяжелой неизлечимой болезни.